# كفر الغنيمي
قرية كفر الغنيمى هي إحدى القرى التابعة لمركز منيا القمح في محافظة الشرقية في جمهورية مصر العربية. حسب إحصاءات سنة 2006، بلغ إجمالي السكان في كفر الغنيمى 6458 نسمة، منهم 3350 رجل و3108 امرأة.